# Dubbelhelix

Dubbelhelix hos DNA

Dubbelhelix, dubbelspiral, är inom molekylärbiologin grundstrukturen hos DNA.
I dubbelspiralen finner man så kallad komplementära baspar som binder till varandra tack vare vätebindningar. Baserna ligger i spiralens mittparti. DNA-dubbelspiralen har en regelbunden tredimensionell struktur och kan förekomma i tre olika former, av vilka A- och B-formerna är högervridna medan Z-formen är vänstervriden. 
I den klassiska B-formen ingår mellan 10 och 10,5 baser/varv.